# Schwarzschwanz-Beutelmarder

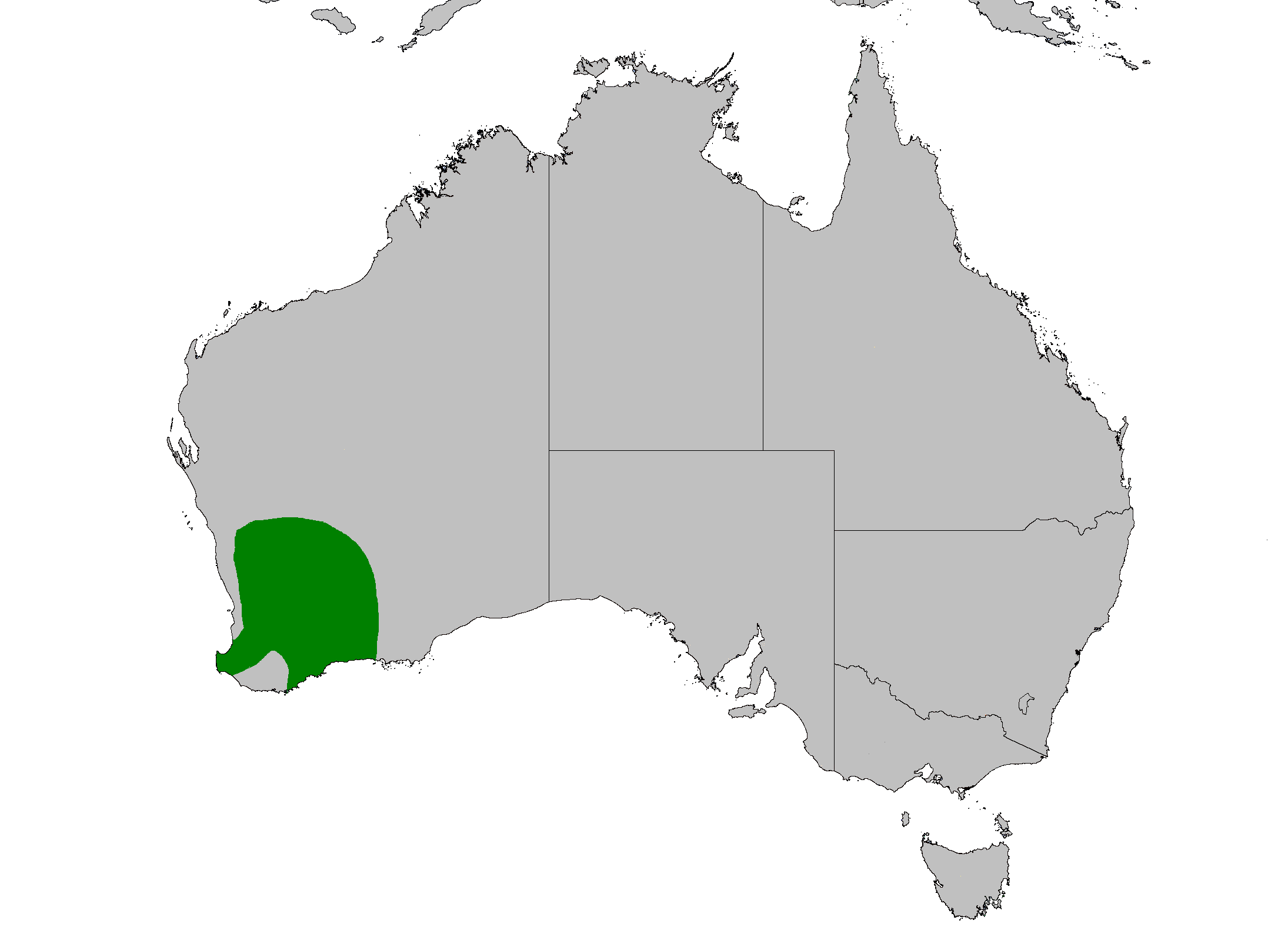
Verbreitung des Schwarzschwanz-Beutelmarders

Der Schwarzschwanz-Beutelmarder oder Westliche Beutelmarder (Dasyurus  geoffroii) ist eine Art aus der Familie der Raubbeutler. 

## Merkmale
Er erreicht eine Kopfrumpflänge von 26 bis 40 cm und ein Gewicht von 615 bis 2185 g. Die Männchen sind in der Regel etwas größer und schwerer als die Weibchen. Die Oberseite ist braun mit den für die Gattung typischen großen weißen Flecken, die Unterseite ist cremefarben. Die hintere Hälfte des buschigen Schwanzes ist schwarz gefärbt, bei manchen Individuen mit ein bis zwei weißen Flecken an der Basis. Die Hinterfüße sind fünfstrahlig.

## Verbreitung
Ursprünglich war der Schwarzschwanz-Beutelmarder von der Westküste Australiens über das gesamte Innere des Kontinents verbreitet. Nach der Besiedlung des Kontinents durch die Europäer schrumpfte das Verbreitungsgebiet stark zusammen, seit den 1950er Jahren kommt die Art nur noch im äußersten Südwesten des Landes vor.

## Lebensraum
Ursprünglich auch in Wüstengebieten verbreitet, leben die heutigen Populationen in trockenen Wald- und Buschländern. 

## Lebensweise
Der westliche Beutelmarder ist hauptsächlich bodenlebend und erklettert nur ausnahmsweise Bäume zur Nahrungssuche oder um Fressfeinden zu entkommen. Obwohl die Art vor allem nachtaktiv ist, wird bei schlechten 
Witterungsbedingungen auch tagsüber nach Beute gejagt. Die Nahrung setzt sich aus kleinen Säugern, Vögeln, Reptilien und Insekten zusammen. Die Streifgebiete sind vergleichsweise groß, sie können bei Männchen mehr als 400 Hektar betragen.